# نمارة (حارة)

تعديل مصدري - تعديل

نمارة هي إحدى حارات حي المشنة بمدينة إب اليمنية، بلغ تعداد سكانها 262 نسمة حسب تعداد اليمن لعام 2004.